# Звартслейс
Звартслейс (нід. Zwartsluis) — село в нідерландській провінції Оверейсел. Входить до муніципалітету Звартеватерланд.
Його площа становить 18,34 км², а населення станом на 2021 рік складало 4 890 осіб.
До 2001 року мало статус окремого муніципалітету.

## Галерея

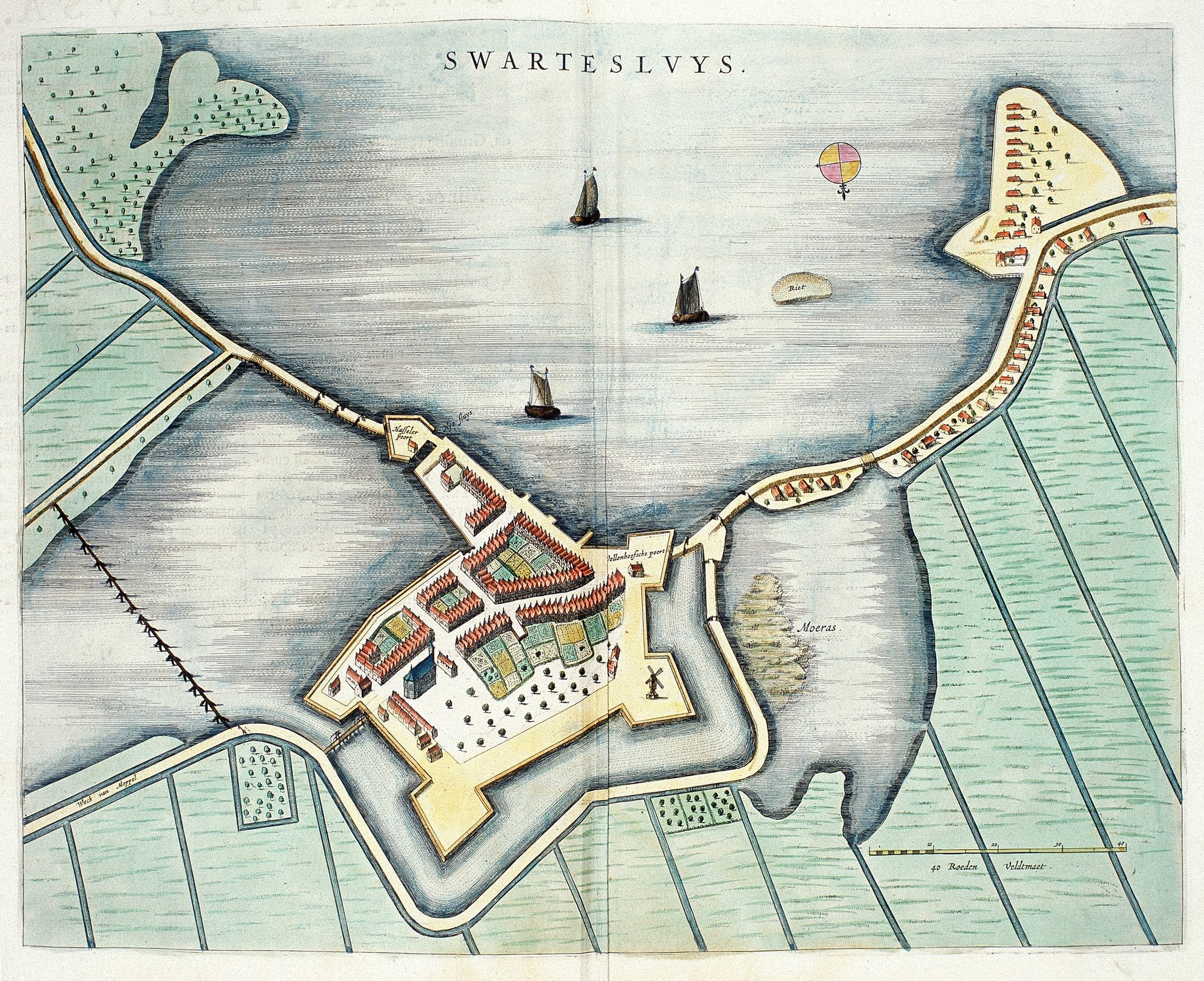
Мапа Звартслейса 1649 року